# Vicente Ferreira da Silva
Vicente Ferreira da Silva (n. 10 ianuarie 1916, São Paulo, São Paulo, Brazilia – d. 19 iulie 1963, São Paulo, São Paulo, Brazilia) a fost un scriitor și om filozof brazilian.

## Biografie
Vicente a fost un filosof, logician și matematician din São Paulo, un pionier în logica contemporană în Brazilia. La un moment dat, Ferreira a început să se dedice studiului miturilor. Bazat pe filozofia lui Schelling și Martin Heidegger, Ferreira inversează noțiunea de mituri și logo-uri pentru a propune filozofia ca un fel de desfășurare în raport cu miturile.

### Opere
- Lógica Moderna (1939)
- Elementos de Lógica Matemática (1940)
- Ensaios Filosóficos (1948)
- Exegese da Ação (1949 e 1954)
- Ideias para um Novo Conceito de Homem (1951)
- Teologia e Anti-Humanismo (1953)
- Instrumentos, Coisas e Cultura (1958)
- Dialética das Consciências (1950)
- Dialética das Consciências - Obras completas (2009)
- Lógica Simbólica - Obras completas (2009)
- Transcendência do Mundo - Obras completas (2010)